# Hunted (televisieprogramma)
Hunted is een Nederlands televisieprogramma, naar Brits format, dat wordt uitgezonden door AVROTROS. In het programma slaan bekende en onbekende Nederlanders op de vlucht om uit handen te blijven van een professioneel opsporingsteam. Het wordt sinds 2016 jaarlijks in het najaar uitgezonden. Het programma kent ook de varianten Hunted VIPS en Hunted: Into the Wild (VIPS) die in het voorjaar worden uitgezonden.
Sinds 2021 wordt het format ook in België uitgezonden onder de titel Klopjacht op Play4.

## Inhoud
In dit programma proberen, wisselend per seizoen, acht tot veertien Nederlanders een periode variërend van 7 tot 21 dagen uit handen te blijven van een team van specialisten. Ze vluchten in duo's of alleen. Het opsporingsteam (de Hunters) werd vanaf de start geleid door Sander Schaepman en Marcel van de Ven. Operationeel leider Van de Ven stapte voordat seizoen 9 begon uit het programma, Schaepman nam zijn rol over. Beiden zijn beroepsmatig gespecialiseerd in het vinden van voortvluchtige criminelen. Om de voortvluchtigen op te pakken hebben de Hunters de beschikking over alle technische opsporingsmogelijkheden die wettelijk toegestaan zijn zoals het aftappen van telefoons, huisdoorzoekingen etc. Deze worden in het programma in scène gezet. Zo zijn de camerabeelden van een pintransactie nagebootst met een eigen camera. Doordat zoveel opsporingstechnieken realistisch worden nagedaan is het moeilijk om geschikte deelnemers te vinden; want er moet voor veel toestemming worden gegeven, ook van familie en kennissen.
Alleen de deelnemers die aan het eind van de periode op de juiste plaats en tijd aanwezig zijn kunnen ontsnappen. De eindlocatie, die extractiepunt wordt genoemd, moeten ze zelf zien te achterhalen. Daarvoor moeten ze aanwijzingen vinden of krijgen. Die krijgen ze meestal van bekenden van hen, maar ze weten van tevoren niet van wie.

## Spelregels
- De deelnemers mogen maximaal twee dagen (48 uur) op dezelfde plek verblijven;
- Ze mogen Nederland niet verlaten;
- Ze krijgen een pinpas mee waarmee ze per keer maximaal 50 euro mogen opnemen, met een maximum van in totaal 250 tot 350 euro, verschillend per seizoen. Pinnen is niet verplicht;
- 's Nachts ligt het spel stil.[5][6]

## Seizoensoverzicht
| Seizoen  | Uitzendtijden              | Aantal afleveringen | Start seizoen     | Start seizoen | Einde seizoen    | Einde seizoen | Gemiddelde kijkcijfers |
| Seizoen  | Uitzendtijden              | Aantal afleveringen | Datum             | Kijkcijfers   | Datum            | Kijkcijfers   | Gemiddelde kijkcijfers |
| -------- | -------------------------- | ------------------- | ----------------- | ------------- | ---------------- | ------------- | ---------------------- |
| 1        | Maandag 20:30 – 21:20 uur  | 6                   | 17 oktober 2016   | 434.000       | 21 november 2016 | 677.000       | 557.667                |
| 2        | Maandag 20:25 – 21:25 uur  | 7                   | 6 november 2017   | 574.000       | 18 december 2017 | 542.000       | 603.000                |
| 3        | Maandag 20:25 – 21:25 uur  | 8                   | 22 oktober 2018   | 574.000       | 17 december 2018 | 669.000       | 668.500                |
| 4        | Maandag 20:25 – 21:25 uur  | 8                   | 7 oktober 2019    | 515.000       | 25 november 2019 | 739.000       | 622.250                |
| 5        | Maandag 20:25 – 21:25 uur  | 8                   | 26 oktober 2020   | 661.000       | 14 december 2020 | 908.000       | 833.250                |
| VIPS 1   | Maandag 20:25 – 21:25 uur  | 5                   | 25 januari 2021   | 990.000       | 22 februari 2021 | 1.215.000     | 1.129.800              |
| 6        | Maandag 20:25 – 21:25 uur  | 8                   | 1 november 2021   | 665.000       | 20 december 2021 | 959.000       | 861.500                |
| VIPS 2   | Maandag 20:25 – 21:25 uur  | 6                   | 24 januari 2022   | 1.048.000     | 28 februari 2022 | 891.000       | 917.000                |
| ITW      | Maandag 20:25 – 21:25 uur  | 8                   | 7 maart 2022      | 667.000       | 25 april 2022    | 507.000       | 579.750                |
| 7        | Maandag 20:25 – 21:25 uur  | 8                   | 26 september 2022 | 678.000       | 14 november 2022 | 766.000       | 762.625                |
| VIPS 3   | Maandag 20:25 – 21:25 uur  | 6                   | 13 februari 2023  | 797.000       | 20 maart 2023    | 799.000       | 772.000                |
| 8        | Woensdag 20:20 – 21:20 uur | 8                   | 20 september 2023 | 1.169.000     | 9 november 2023  | 1.113.000     | 1.174.000              |
| ITW VIPS | Maandag 20:25 – 21:25 uur  | 8                   | 1 april 2024      | 1.138.000     | 20 mei 2024      | 1.021.000     | 1.017.875              |
| 9        | Maandag 20:30 – 21:30 uur  | 8                   | 4 november 2024   | 1.172.000     | 23 december 2024 | 1.222.000     | 1.192.250              |
| VIPS 4   | Maandag 20:35 – 21:35      | 6                   | 3 februari 2025   | 1.354.000     | 10 maart 2025    | 1.356.000     | 1.344.000              |

## Reguliere seizoenen

### Seizoen 1
Seizoen 1 werd tussen 17 oktober en 21 november 2016 uitgezonden. Er waren dit seizoen twaalf deelnemers. Er was geen gezamenlijk startpunt, de deelnemers vertrokken vanaf hun woonadressen. Het extractiepunt (ophaalplaats) was een heliplatform in Noordwijk. Beroepsmilitair Evert wist van tevoren aan boord van de helikopter te komen en hij bleek deze ook te kunnen besturen. Zo kon hij zelf als piloot landen in Noordwijk en daarna ontsnappen met diezelfde helikopter. Er was niemand om mee te nemen omdat de overige deelnemers al opgepakt waren.
Deelnemers
| Deelnemer | Solo of duo     | Eindstatus               |
| --------- | --------------- | ------------------------ |
| Frank     | solo            | Opgepakt in aflevering 1 |
| Kubilay   | solo            | Opgepakt in aflevering 2 |
| Iwana     | duo met Laura   | Opgepakt in aflevering 2 |
| Laura     | duo met Iwana   | Opgepakt in aflevering 2 |
| Ezme      | duo met Richard | Opgepakt in aflevering 4 |
| Richard   | duo met Ezme    | Opgepakt in aflevering 4 |
| Lenny     | solo            | Opgepakt in aflevering 5 |
| Babette   | duo met Ike     | Opgepakt in aflevering 6 |
| Ike       | duo met Babette | Opgepakt in aflevering 6 |
| Jan       | duo met Raymond | Opgepakt in aflevering 6 |
| Raymond   | duo met Jan     | Opgepakt in aflevering 6 |
| Evert     | solo            | Ontsnapt                 |

Uitzendingen
| Aflevering | Datum            | Kijkcijfers lineair | Kijkcijfers incl. uitgesteld kijken |
| ---------- | ---------------- | ------------------- | ----------------------------------- |
| 1          | 17 oktober 2016  | 434.000             | 554.000                             |
| 2          | 24 oktober 2016  | 551.000             | 682.000                             |
| 3          | 31 oktober 2016  | 553.000             | 715.000                             |
| 4          | 7 november 2016  | 489.000             | 612.000                             |
| 5          | 14 november 2016 | 642.000             | 793.000                             |
| 6          | 21 november 2016 | 677.000             | 805.000                             |

### Seizoen 2
Seizoen 2 startte op 6 november 2017. Een week hiervoor, op 30 oktober 2017, werd er een speciale introductie-aflevering uitgezonden, waarin Art Rooijakkers samen met het Hunted-team vooruitblikte op het seizoen. Er deden dit seizoen veertien deelnemers mee. De deelnemers vertrokken vanaf thuis. Het extractiepunt was de Barendrechtse haven bij Rotterdam. Het gebeurde per boot. Omar kon als enige ontsnappen omdat de Hunters niet precies wisten waar ze moesten zijn en omdat de twee extractieboten voor verwarring zorgden.
Deelnemers
| Deelnemer | Solo of duo      | Eindstatus               |
| --------- | ---------------- | ------------------------ |
| Amy       | solo             | Opgepakt in aflevering 1 |
| David     | duo met Ernesto  | Opgepakt in aflevering 3 |
| Ernesto   | duo met David    | Opgepakt in aflevering 3 |
| Ashley    | duo met Robin    | Opgepakt in aflevering 4 |
| Robin     | duo met Ashley   | Opgepakt in aflevering 4 |
| Erwin     | solo             | Opgepakt in aflevering 5 |
| Daniëlle  | duo met Krista   | Opgepakt in aflevering 6 |
| Krista    | duo met Daniëlle | Opgepakt in aflevering 6 |
| Michael   | solo             | Opgepakt in aflevering 7 |
| Annoury   | duo met Dries    | Opgepakt in aflevering 7 |
| Dries     | duo met Annoury  | Opgepakt in aflevering 7 |
| Froukje   | duo met Meike    | Opgepakt in aflevering 7 |
| Meike     | duo met Froukje  | Opgepakt in aflevering 7 |
| Omar      | solo             | Ontsnapt                 |

Uitzendingen
| Aflevering  | Datum            | Kijkcijfers lineair | Kijkcijfers incl. uitgesteld kijken |
| ----------- | ---------------- | ------------------- | ----------------------------------- |
| Introductie | 30 oktober 2017  | 274.000             | 370.000                             |
| 1           | 6 november 2017  | 574.000             | 687.000                             |
| 2           | 13 november 2017 | 601.000             | 711.000                             |
| 3           | 20 november 2017 | 630.000             | 689.000                             |
| 4           | 27 november 2017 | 603.000             | 742.000                             |
| 5           | 4 december 2017  | 605.000             | 753.000                             |
| 6           | 11 december 2017 | 666.000             | 765.000                             |
| 7           | 18 december 2017 | 542.000             | 708.000                             |

### Seizoen 3
Seizoen 3 startte op 22 oktober 2018. Er waren dit seizoen twaalf deelnemers.
Op 17 december 2018 werd de finale, gepresenteerd door Ellie Lust, rechtstreeks uitgezonden.
De oplettende kijker had het eindpunt kunnen weten: de start was in Made en het eindpunt was het omgedraaide daarvan, Edam. Eileen en Sophie gingen beiden het water in naar de extractieboot, maar Eileen werd nog net gepakt voordat ze de boot bereikte. Sophie ontsnapte ternauwernood.
Deelnemers
| Deelnemer | Solo of duo    | Eindstatus                |
| --------- | -------------- | ------------------------- |
| Rob       | solo           | Opgepakt in aflevering 2  |
| Debbie    | duo met Iris   | Opgepakt in aflevering 3  |
| Iris      | duo met Debbie | Opgepakt in aflevering 3  |
| Filinta   | solo           | Opgepakt in aflevering 4  |
| Nick      | duo met Ravi   | Opgepakt in aflevering 5  |
| Ravi      | duo met Nick   | Opgepakt in aflevering 5  |
| Fred      | duo met Lotte  | Opgepakt in aflevering 6  |
| Lotte     | duo met Fred   | Opgepakt in aflevering 8  |
| Eileen    | duo met Sophie | Opgepakt in aflevering 8  |
| Anouk     | duo met Sven   | Eindlocatie niet gevonden |
| Sven      | duo met Anouk  | Eindlocatie niet gevonden |
| Sophie    | duo met Eileen | Ontsnapt                  |

Uitzendingen
| Aflevering | Datum            | Kijkcijfers lineair | Kijkcijfers incl. uitgesteld kijken |
| ---------- | ---------------- | ------------------- | ----------------------------------- |
| 1          | 22 oktober 2018  | 574.000             | 761.000                             |
| 2          | 29 oktober 2018  | 641.000             | 813.000                             |
| 3          | 5 november 2018  | 584.000             | 785.000                             |
| 4          | 12 november 2018 | 761.000             | 952.000                             |
| 5          | 26 november 2018 | 718.000             | 907.000                             |
| 6          | 3 december 2018  | 744.000             | 949.000                             |
| 7          | 10 december 2018 | 657.000             | 854.000                             |
| 8 (finale) | 17 december 2018 | 669.000             | 853.000                             |

Op 19 november 2018 was er geen uitzending in verband met de UEFA Nations League.

### Seizoen 4
Seizoen 4 startte op 7 oktober 2019. Er waren dit seizoen dertien deelnemers. Deze keer werden zij thuis opgehaald en naar een leegstaande villa bij Maartensdijk gebracht. Daar was de gezamenlijke start. De extractie gebeurde per auto bij de Duitse grens bij Nieuw-Schoonebeek. De Hunters werden daarbij gehinderd door 25 auto's die voor afleiding moesten zorgen. De twee laatste deelnemers verstopten zich in twee van die auto's. Omdat een tractor de weg blokkeerde, moesten ze het laatste eind toch rennen en wisten te ontkomen.
Deelnemers
| Deelnemer | Solo of duo      | Eindstatus               |
| --------- | ---------------- | ------------------------ |
| Bart      | duo met Tim      | Opgepakt in aflevering 2 |
| Tim       | duo met Bart     | Opgepakt in aflevering 3 |
| Geertjan  | duo met Lars     | Opgepakt in aflevering 3 |
| Lars      | duo met Geertjan | Opgepakt in aflevering 3 |
| Vera      | solo             | Opgepakt in aflevering 4 |
| Leo       | duo met Robin    | Opgepakt in aflevering 6 |
| Robin     | duo met Leo      | Opgepakt in aflevering 6 |
| Betty     | duo met Tizita   | Opgepakt in aflevering 8 |
| Tizita    | duo met Betty    | Opgepakt in aflevering 8 |
| Juanitto  | duo met Anne     | Opgepakt in aflevering 8 |
| Anne      | duo met Juanitto | Opgepakt in aflevering 8 |
| Koen      | duo met Juul     | Ontsnapt                 |
| Juul      | duo met Koen     | Ontsnapt                 |

Uitzendingen
| Aflevering | Datum            | Kijkcijfers lineair | Kijkcijfers incl. uitgesteld kijken |
| ---------- | ---------------- | ------------------- | ----------------------------------- |
| 1          | 7 oktober 2019   | 515.000             | 739.000                             |
| 2          | 14 oktober 2019  | 482.000             | 721.000                             |
| 3          | 21 oktober 2019  | 538.000             | 803.000                             |
| 4          | 28 oktober 2019  | 608.000             | 811.000                             |
| 5          | 4 november 2019  | 709.000             | 948.000                             |
| 6          | 11 november 2019 | 663.000             | 909.000                             |
| 7          | 18 november 2019 | 724.000             | 968.000                             |
| 8 (finale) | 25 november 2019 | 739.000             | 914.000                             |

### Seizoen 5
Seizoen 5 startte op 26 oktober 2020. Aan dit seizoen deden – net als aan seizoen 4 – dertien deelnemers mee. 
De deelnemers startten vanuit de oude gevangenis Wolvenplein te Utrecht. De finale speelde zich op en nabij het eiland Texel af. Deze keer werden de resterende deelnemers opgehaald per jetski. De Hunters waren ook met snelle boten aanwezig, maar waren niet snel genoeg om de jetski's in te halen. Hun helikopter bood ook geen soelaas.
Deelnemers
| Deelnemer | Solo of duo     | Eindstatus                |
| --------- | --------------- | ------------------------- |
| Joyce     | duo met Kim     | Opgepakt in aflevering 2  |
| Kim       | duo met Joyce   | Opgepakt in aflevering 2  |
| Guy       | duo met Jasper  | Opgepakt in aflevering 4  |
| Jasper    | duo met Guy     | Opgepakt in aflevering 4  |
| Joshua    | duo met Annet   | Opgepakt in aflevering 5  |
| Annet     | duo met Joshua  | Opgepakt in aflevering 5  |
| Boyd      | duo met Roel    | Opgepakt in aflevering 6  |
| Sophia    | duo met Miljo   | Opgepakt in aflevering 7  |
| Miljo     | duo met Sophia  | Opgepakt in aflevering 7  |
| Ralph     | solo            | Opgepakt in aflevering 8  |
| Roel      | duo met Boyd    | Eindlocatie niet gevonden |
| Armani    | duo met Maarten | Ontsnapt                  |
| Maarten   | duo met Armani  | Ontsnapt                  |

Uitzendingen
| Aflevering | Datum            | Kijkcijfers lineair | Kijkcijfers incl. uitgesteld kijken |
| ---------- | ---------------- | ------------------- | ----------------------------------- |
| 1          | 26 oktober 2020  | 661.000             | 913.000                             |
| 2          | 2 november 2020  | 795.000             | 1.017.000                           |
| 3          | 9 november 2020  | 787.000             | 1.060.000                           |
| 4          | 16 november 2020 | 921.000             | 1.116.000                           |
| 5          | 23 november 2020 | 878.000             | 1.070.000                           |
| 6          | 30 november 2020 | 843.000             | 1.044.000                           |
| 7          | 7 december 2020  | 873.000             | 1.111.000                           |
| 8 (finale) | 14 december 2020 | 908.000             | 1.209.000                           |

### Seizoen 6
Seizoen 6 begon op 1 november 2021. Dit seizoen telde acht afleveringen en er deden twaalf deelnemers mee. In verband met de coronacrisis waren er dit seizoen vier extra regels aan het spel toegevoegd:
1. Het is niet toegestaan om in kleine personenauto's mee te liften;
2. De deelnemers mogen niet overnachten in woningen, indien aldaar geen 1,5 meter afstand kan worden nageleefd;
3. De deelnemers dienen uit de buurt te blijven van ouderen;
4. De deelnemers dienen zich te houden aan de gezondheidsmaatregelen die opgelegd waren van overheidswege.

Het gezamenlijke startpunt was in een container nabij de Euromast te Rotterdam. 
Het extractiepunt was in dezelfde container, maar dan op de containeroverslagterminal van de Ridderhaven te Ridderkerk en de extractie zou per auto gebeuren. Echter, de laatste twee voortvluchtigen werden op het terrein opgepakt en hiermee was dit het eerste seizoen waarin niemand ontkwam.
In aflevering 4 van seizoen 6 hielden de Hunters in Venlo een man aan die ze aanzagen voor een deelnemer. In aflevering 5 bleek dat de man echt door de politie werd gezocht. Als gevolg hiervan konden twee deelnemers die daar in de buurt waren in alle verwarring wegkomen.
Deelnemers
| Deelnemer | Solo of duo     | Eindstatus               |
| --------- | --------------- | ------------------------ |
| Aygun     | duo met Rajiv   | Opgepakt in aflevering 3 |
| Rajiv     | duo met Aygun   | Opgepakt in aflevering 3 |
| Dewi      | duo met Linda   | Opgepakt in aflevering 4 |
| Linda     | duo met Dewi    | Opgepakt in aflevering 4 |
| Bijan     | duo met Shiva   | Opgepakt in aflevering 5 |
| Shiva     | duo met Bijan   | Opgepakt in aflevering 5 |
| Laila     | duo met Marijke | Opgepakt in aflevering 6 |
| Marijke   | duo met Laila   | Opgepakt in aflevering 6 |
| Guus      | duo met Tim     | Opgepakt in aflevering 8 |
| Tim       | duo met Guus    | Opgepakt in aflevering 8 |
| Kelly     | duo met Romy    | Opgepakt in aflevering 8 |
| Romy      | duo met Kelly   | Opgepakt in aflevering 8 |

Uitzendingen
| Aflevering | Datum            | Kijkcijfers lineair | Kijkcijfers incl. uitgesteld kijken |
| ---------- | ---------------- | ------------------- | ----------------------------------- |
| 1          | 1 november 2021  | 665.000             | 941.000                             |
| 2          | 8 november 2021  | 721.000             | 981.000                             |
| 3          | 15 november 2021 | 891.000             | 1.055.000                           |
| 4          | 22 november 2021 | 797.000             | 1.108.000                           |
| 5          | 29 november 2021 | 952.000             | 1.186.000                           |
| 6          | 6 december 2021  | 962.000             | 1.275.000                           |
| 7          | 13 december 2021 | 945.000             | 1.177.000                           |
| 8 (finale) | 20 december 2021 | 959.000             | 1.237.000                           |

### Seizoen 7
Seizoen 7 begon op 26 september 2022. Dit seizoen telde acht afleveringen en er deden, net als in het vorige seizoen, twaalf deelnemers mee. Het gezamenlijke startpunt was Fort Pampus bij Amsterdam, vanaf daar werden de deelnemers per boot naar Huizen gebracht. Het extractiepunt was bij de Maas ter hoogte van de Mariakapel bij Itteren.
Deelnemers
| Deelnemer | Solo of duo     | Eindstatus               |
| --------- | --------------- | ------------------------ |
| Jade      | Duo met Marco   | Opgepakt in aflevering 3 |
| Marco     | Duo met Jade    | Opgepakt in aflevering 3 |
| Lina      | Duo met Danique | Opgepakt in aflevering 4 |
| Danique   | Duo met Lina    | Opgepakt in aflevering 4 |
| Rob       | Duo met Damy    | Opgepakt in aflevering 6 |
| Damy      | Duo met Rob     | Opgepakt in aflevering 6 |
| Melvin    | Duo met Yasmin  | Opgepakt in aflevering 7 |
| Yasmin    | Duo met Melvin  | Opgepakt in aflevering 7 |
| Sandra    | Duo met Michel  | Opgepakt in aflevering 8 |
| Michel    | Duo met Sandra  | Opgepakt in aflevering 8 |
| Sanne     | Duo met Siedo   | Ontsnapt                 |
| Siedo     | Duo met Sanne   | Ontsnapt                 |

Uitzendingen
| Aflevering | Datum             | Kijkcijfers lineair | Kijkcijfers incl. uitgesteld kijken |
| ---------- | ----------------- | ------------------- | ----------------------------------- |
| 1          | 26 september 2022 | 678.000             | 1.002.000                           |
| 2          | 3 oktober 2022    | 698.000             | 1.097.000                           |
| 3          | 10 oktober 2022   | 704.000             | 1.065.000                           |
| 4          | 17 oktober 2022   | 764.000             | 1.118.000                           |
| 5          | 24 oktober 2022   | 870.000             | 1.177.000                           |
| 6          | 31 oktober 2022   | 832.000             | 1.163.000                           |
| 7          | 7 november 2022   | 789.000             | 1.087.000                           |
| 8 (finale) | 14 november 2022  | 766.000             | 1.149.000                           |

### Seizoen 8
Seizoen 8 begon op 20 september 2023, daarmee verhuisde het programma van maandag- naar woensdagavond. De gezamenlijke startlocatie was in het Rijksmuseum in Amsterdam. Net als in seizoen 6 (2021) wist geen enkel duo te ontsnappen, alle duo's werden gepakt. Hiermee was dit het tweede seizoen waarbij niemand ontkwam. Het extractiepunt lag bij de pier van Port Zélande.
Deelnemers
| Deelnemer | Solo of duo     | Eindstatus               |
| --------- | --------------- | ------------------------ |
| Sharon    | Duo met Melissa | Opgepakt in aflevering 3 |
| Prince    | Duo met Jesse   | Opgepakt in aflevering 4 |
| Jesse     | Duo met Prince  | Opgepakt in aflevering 4 |
| Melissa   | Duo met Sharon  | Opgepakt in aflevering 5 |
| Jort      | Duo met Tim     | Opgepakt in aflevering 6 |
| Tim       | Duo met Jort    | Opgepakt in aflevering 6 |
| Marly     | Duo met Ellen   | Opgepakt in aflevering 7 |
| Ellen     | Duo met Marly   | Opgepakt in aflevering 7 |
| Bas       | Duo met Wilco   | Opgepakt in aflevering 8 |
| Wilco     | Duo met Bas     | Opgepakt in aflevering 8 |
| Sissy     | Duo met Nick    | Opgepakt in aflevering 8 |
| Nick      | Duo met Sissy   | Opgepakt in aflevering 8 |

### Seizoen 9
Seizoen 9 begon op 4 november 2024 en daarmee verhuisde het programma terug naar de oorspronkelijke uitzendavond; de maandag. Het werd in tegenstelling tot de voorgaande seizoenen niet op NPO 3, maar op NPO 1 uitgezonden. Ook werd voor de start van het seizoen bekend dat operationeel leider Marcel van de Ven het programma had verlaten. De duo's startten thuis en moesten zich op de eerste dag naar Zwolle begeven om een SD-kaart op te halen. Deze kaart moesten ze via een laptop versleutelen met een zelfgekozen wachtwoord. Voor het eerst kwamen er dit seizoen zoveel tips binnen via een van de Hunters, dat deze na afloop van aflevering 2 zijn socialemediakanalen overdroeg aan het productieteam. Deze tips zorgden er namelijk voor dat al in aflevering 2 gemakkelijk het eerste duo opgepakt kon worden. De extractie vond plaats vanuit het militaire oefendorp Marnehuizen per helikopter. Twee duo's wisten te ontsnappen.
Deelnemers
| Deelnemer | Solo of duo      | Eindstatus               |
| --------- | ---------------- | ------------------------ |
| Wim       | Duo met Juliette | Opgepakt in aflevering 2 |
| Juliette  | Duo met Wim      | Opgepakt in aflevering 2 |
| Graimie   | Duo met Hicham   | Opgepakt in aflevering 5 |
| Hicham    | Duo met Graimie  | Opgepakt in aflevering 5 |
| Walter    | Duo met Leonie   | Opgepakt in aflevering 6 |
| Leonie    | Duo met Walter   | Opgepakt in aflevering 6 |
| Redouan   | Duo met Achraf   | Opgepakt in aflevering 8 |
| Achraf    | Duo met Redouan  | Opgepakt in aflevering 8 |
| Luc       | Duo met Pim      | Ontsnapt                 |
| Pim       | Duo met Luc      | Ontsnapt                 |
| Anne      | Duo met Noor     | Ontsnapt                 |
| Noor      | Duo met Anne     | Ontsnapt                 |

## Hunted VIPS
Aan het einde van de finale-aflevering van het reguliere vijfde seizoen (2020) werd bekendgemaakt dat er een VIP-seizoen zou komen. Anders dan bij de reguliere Hunted-seizoenen hebben de deelnemers bij Hunted VIPS maar 7 dagen in plaats van 3 weken om uit handen van de Hunters te blijven en ze mogen maar 24 uur op één plek verblijven. 

### VIPS-seizoen 1
De deelnemers van het eerste seizoen van Hunted VIPS zijn bekendgemaakt op 2 januari 2021. Het seizoen startte op 25 januari 2021. Aan dit seizoen deden acht BN'ers mee. Het gezamenlijke startpunt was de veerboot vanaf Texel. Dat eiland was juist daarvoor de eindlocatie van het reguliere vijfde seizoen. Het extractiepunt was bij het eiland de Rakkenpolle in het Heegermeer. Het extractievoertuig was een boot. Alleen Dennis Weening wist die boot te bereiken.
Deelnemers
| Deelnemer            | Duo                          | Eindstatus               |
| -------------------- | ---------------------------- | ------------------------ |
| Oussama Ahammoud     | duo met Bilal Wahib          | Opgepakt in aflevering 1 |
| Bilal Wahib          | duo met Oussama Ahammoud     | Opgepakt in aflevering 2 |
| Fajah Lourens        | duo met Irem Lourens         | Opgepakt in aflevering 4 |
| Irem Lourens         | duo met Fajah Lourens        | Opgepakt in aflevering 4 |
| Kim Feenstra         | duo met Birgit Schuurman     | Opgepakt in aflevering 5 |
| Birgit Schuurman     | duo met Kim Feenstra         | Opgepakt in aflevering 5 |
| Klaas van der Eerden | duo met Dennis Weening       | Opgepakt in aflevering 5 |
| Dennis Weening       | duo met Klaas van der Eerden | Ontsnapt                 |

Uitzendingen
| Aflevering | Datum            | Kijkcijfers lineair | Kijkcijfers incl. uitgesteld kijken |
| ---------- | ---------------- | ------------------- | ----------------------------------- |
| 1          | 25 januari 2021  | 990.000             | 1.300.000                           |
| 2          | 1 februari 2021  | 1.119.000           | 1.360.000                           |
| 3          | 8 februari 2021  | 1.141.000           | 1.440.000                           |
| 4          | 15 februari 2021 | 1.184.000           | 1.459.000                           |
| 5 (finale) | 22 februari 2021 | 1.215.000           | 1.523.000                           |

### VIPS-seizoen 2
Aan het einde van de finale-aflevering van het reguliere zesde seizoen (2021) werd bekendgemaakt dat er een tweede seizoen van Hunted VIPS aan zou komen. Dit seizoen werd vanaf 24 januari 2022 uitgezonden en er deden tien BN'ers mee. Het gezamenlijke startpunt was op het dak van de SkyLounge in Amsterdam. De extractie was per vliegtuig vanaf vliegveld Teuge. Er ontkwamen vier voortvluchtigen, wat destijds voor het eerst was dat er zoveel deelnemers ontkwamen. Direct na de finale werd After the Hunt uitgezonden, een extra aflevering waarin de deelnemers en Hunters terugblikten op het seizoen.
Deelnemers
| Deelnemer         | Duo                       | Eindstatus               |
| ----------------- | ------------------------- | ------------------------ |
| Daniël Boissevain | duo met Robin Boissevain  | Opgepakt in aflevering 2 |
| Robin Boissevain  | duo met Daniël Boissevain | Opgepakt in aflevering 2 |
| Nina Warink       | duo met Kalvijn           | Opgepakt in aflevering 4 |
| Kim Lammers       | duo met Maartje Paumen    | Opgepakt in aflevering 5 |
| Maartje Paumen    | duo met Kim Lammers       | Opgepakt in aflevering 5 |
| Walid Benmbarek   | duo met Nasrdin Dchar     | Opgepakt in aflevering 6 |
| Nasrdin Dchar     | duo met Walid Benmbarek   | Ontsnapt                 |
| Tatum Dagelet     | duo met Mingus Dagelet    | Ontsnapt                 |
| Mingus Dagelet    | duo met Tatum Dagelet     | Ontsnapt                 |
| Kalvijn           | duo met Nina Warink       | Ontsnapt                 |

Uitzendingen
| Aflevering     | Datum            | Kijkcijfers lineair | Kijkcijfers incl. uitgesteld kijken |
| -------------- | ---------------- | ------------------- | ----------------------------------- |
| 1              | 24 januari 2022  | 1.048.000           | 1.305.000                           |
| 2              | 31 januari 2022  | 949.000             | 1.225.000                           |
| 3              | 7 februari 2022  | 888.000             | 1.166.000                           |
| 4              | 14 februari 2022 | 765.000             | 1.098.000                           |
| 5              | 21 februari 2022 | 961.000             | 1.173.000                           |
| 6 (finale)     | 28 februari 2022 | 891.000             | 1.224.000                           |
| After the Hunt | 28 februari 2022 | 766.000             | 1.045.000                           |

### VIPS-seizoen 3
Aan het einde van het zevende reguliere seizoen (2022) werd bekend dat seizoen 3 van Hunted VIPS zou starten op 13 februari 2023. Het gezamenlijke startpunt was Gebouw A in Radio Kootwijk. In de zoektocht naar Guido en Dilan schakelden de Hunters in aflevering 4 het juicekanaal van Yvonne Coldeweijer in. De voortvluchtigen konden via een website middels de aanwijzing 'C8' het extractiepunt achterhalen. Dit was in een weiland bij Baarn, waar vier deelnemers per helikopter wisten te ontkomen. Direct na de finale werd After the Hunt uitgezonden, een extra aflevering waarin de deelnemers en Hunters terugblikten op het seizoen.
Deelnemers
| Deelnemer            | Duo                          | Eindstatus               |
| -------------------- | ---------------------------- | ------------------------ |
| Famke Louise         | duo met Denzel Slager        | Opgepakt in aflevering 2 |
| Denzel Slager        | duo met Famke Louise         | Opgepakt in aflevering 2 |
| Dilan Yurdakul       | duo met Guido Spek           | Opgepakt in aflevering 4 |
| Guido Spek           | duo met Dilan Yurdakul       | Opgepakt in aflevering 4 |
| Mark Baanders        | duo met Niels Oosthoek       | Opgepakt in aflevering 6 |
| Niels Oosthoek       | duo met Mark Baanders        | Opgepakt in aflevering 6 |
| Sandra Ysbrandy      | duo met Sylvana IJsselmuiden | Ontsnapt                 |
| Sylvana IJsselmuiden | duo met Sandra Ysbrandy      | Ontsnapt                 |
| Sjoerd van Ramshorst | duo met Jeroen Stomphorst    | Ontsnapt                 |
| Jeroen Stomphorst    | duo met Sjoerd van Ramshorst | Ontsnapt                 |

Uitzendingen
| Aflevering     | Datum            | Kijkcijfers lineair | Kijkcijfers incl. uitgesteld kijken |
| -------------- | ---------------- | ------------------- | ----------------------------------- |
| 1              | 13 februari 2023 | 797.000             | 1.152.000                           |
| 2              | 20 februari 2023 | 842.000             | 1.168.000                           |
| 3              | 27 februari 2023 | 661.000             | 988.000                             |
| 4              | 6 maart 2023     | 757.000             | 1.035.000                           |
| 5              | 13 maart 2023    | 776.000             | 1.092.000                           |
| 6 (finale)     | 20 maart 2023    | 799.000             | 1.113.000                           |
| After the Hunt | 20 maart 2023    | 765.000             | 1.113.000                           |

### VIPS-seizoen 4
Aan het einde van het negende reguliere seizoen werd de start van een nieuw Hunted VIPS-seizoen op 3 februari 2025 aangekondigd. Aan het seizoen deden vijf duo's mee. De voortvluchtigen startten hun vlucht toen zij uit een metro stapten op metrostation De Pijp in het centrum van Amsterdam. Het midden van het Pieterpad speelde een belangrijke rol in dit seizoen: daar konden de voortvluchtigen informatie vinden en over de globale extractielocatie was daar te vinden dat die exact richting het westen was. Via een 'burner' (wegwerptelefoon om anoniem en niet traceerbaar te communiceren) werd duidelijk dat het extractiepunt 140 kilometer in die richting was, wat uiteindelijk het zeehondenstrandje in Scheveningen bleek te zijn. Drie BN'ers ontsnapten daar per RIB. Een week na de finale werd After the Hunt uitgezonden, een extra aflevering waarin de deelnemers en Hunters terugblikten op het seizoen. Die aflevering werd bekeken door 815.000 mensen.
Deelnemers
| Deelnemer      | Duo                    | Eindstatus               |
| -------------- | ---------------------- | ------------------------ |
| Roxanne Kwant  | duo met Duncan Tromp   | Opgepakt in aflevering 2 |
| Duncan Tromp   | duo met Roxanne Kwant  | Opgepakt in aflevering 2 |
| Mart Hoogkamer | duo met Chahid Charrak | Opgepakt in aflevering 3 |
| Chahid Charrak | duo met Mart Hoogkamer | Opgepakt in aflevering 3 |
| Renée Fokker   | duo met Ortál Vriend   | Opgepakt in aflevering 6 |
| Ortál Vriend   | duo met Renée Fokker   | Opgepakt in aflevering 6 |
| Géza Weisz     | duo met Diorno Braaf   | Opgepakt in aflevering 6 |
| Diorno Braaf   | duo met Géza Weisz     | Ontsnapt                 |
| Willem Voogd   | duo met Britte Lagcher | Ontsnapt                 |
| Britte Lagcher | duo met Willem Voogd   | Ontsnapt                 |

## Hunted: Into the Wild

### ITW-seizoen 1
Op 21 juli 2020 werd aangekondigd dat de makers van Hunted op zoek waren naar kandidaten voor het nieuwe programma Hunted: Into the Wild. Hierbij gaan twaalf Nederlanders 10 dagen op de vlucht in de ruige natuur. Het eerste seizoen werd uitgezonden vanaf 7 maart 2022 en speelde zich af in het Rodopegebergte in Bulgarije.
Net als bij de reguliere versie is het doel van Hunted: Into the Wild om uit handen te blijven van de Hunters en op zoek te gaan naar het extractiepunt. Daarnaast moeten de kandidaten overleven in de wildernis. De extractie-informatie kan worden bemachtigd in zogenaamde safe camps.
Deelnemers
| Deelnemer | Duo              | Eindstatus                |
| --------- | ---------------- | ------------------------- |
| Sem       | duo met Bart     | Opgegeven in aflevering 2 |
| Bart      | duo met Sem      | Opgegeven in aflevering 2 |
| Vilmar    | duo met Ran      | Opgepakt in aflevering 4  |
| Ran       | duo met Vilmar   | Opgepakt in aflevering 4  |
| Iwan      | duo met Ivory    | Opgepakt in aflevering 5  |
| Ivory     | duo met Iwan     | Opgepakt in aflevering 5  |
| Marianne  | duo met Eveline  | Opgepakt in aflevering 6  |
| Eveline   | duo met Marianne | Opgepakt in aflevering 7  |
| Simone    | duo met Anne     | Opgepakt in aflevering 8  |
| Anne      | duo met Simone   | Opgepakt in aflevering 8  |
| Rick      | duo met Laura    | Ontsnapt                  |
| Laura     | duo met Rick     | Ontsnapt                  |

Uitzendingen
| Aflevering | Datum         | Kijkcijfers lineair | Kijkcijfers incl. uitgesteld kijken |
| ---------- | ------------- | ------------------- | ----------------------------------- |
| 1          | 7 maart 2022  | 667.000             | 867.000                             |
| 2          | 14 maart 2022 | 675.000             | 838.000                             |
| 3          | 21 maart 2022 | 679.000             | 802.000                             |
| 4          | 28 maart 2022 | 538.000             | 689.000                             |
| 5          | 4 april 2022  | 507.000             | 690.000                             |
| 6          | 11 april 2022 | 523.000             | 676.000                             |
| 7          | 18 april 2022 | 542.000             | 683.000                             |
| 8          | 25 april 2022 | 507.000             | 622.000                             |

## Hunted: Into the Wild VIPS

### Seizoen 1
In het voorjaar van 2024 werd het eerste seizoen van Hunted: Into the Wild VIPS uitgezonden. Het seizoen startte op 1 april en telde acht afleveringen. In deze variant waren de voortvluchtigen BN'ers, verdeeld over zes duo's. De deelnemers werden gedropt in de gemeente Åseral in Noorwegen, waar ze de wildernis van de Setesdalheiene moesten doorkruisen. Na zeven dagen vond een extractie plaats, waarvoor aanwijzingen gevonden konden worden in het noorden, zuiden en westen van het gebied. Extractie vond plaats via een helikopter die landde op een weiland. Geen van de voortvluchtigen wist te ontkomen. De finale stuitte op kritiek omdat alle overgebleven deelnemers vlak voor het eind nog één keer hun telefoon aan moesten zetten, waardoor voor de Hunters duidelijk was waar iedereen zat. De Hunters kregen de telefoonnummers van alle deelnemers in handen bij het oppakken van Sterrin Smalbrugge in aflevering 3. Het was het eerste seizoen met BN'ers waarin alle deelnemers zijn opgepakt. Dit gebeurde al twee keer eerder in een regulier seizoen, in 2021 en 2023. Direct na de finale werd After the Hunt uitgezonden, een extra aflevering waarin de deelnemers en Hunters terugblikten op het seizoen. Die aflevering werd bekeken door 631.000 mensen.
Deelnemers
| Deelnemer             | Duo                           | Eindstatus                |
| --------------------- | ----------------------------- | ------------------------- |
| Mátyás Bittenbinder   | duo met Sterrin Smalbrugge    | Opgepakt in aflevering 3  |
| Sterrin Smalbrugge    | duo met Mátyás Bittenbinder   | Opgepakt in aflevering 3  |
| Marcelle Arriëns      | duo met Krista Arriëns        | Opgepakt in aflevering 4  |
| Krista Arriëns        | duo met Marcelle Arriëns      | Opgepakt in aflevering 4  |
| Sander Huisman        | duo met Jordy Huisman         | Opgepakt in aflevering 6  |
| Jordy Huisman         | duo met Sander Huisman        | Opgepakt in aflevering 6  |
| Appie Mussa           | duo met Pieter Valley         | Opgegeven in aflevering 7 |
| Chatilla van Grinsven | duo met Steven Brunswijk      | Opgepakt in aflevering 8  |
| Steven Brunswijk      | duo met Chatilla van Grinsven | Opgepakt in aflevering 8  |
| Pieter Valley         | duo met Appie Mussa           | Opgepakt in aflevering 8  |
| Loiza Lamers          | duo met Do                    | Opgepakt in aflevering 8  |
| Do                    | duo met Loiza Lamers          | Opgepakt in aflevering 8  |